# Woluwe-Saint-Pierre/Sint-Pieters-Woluwe
Woluwe-Saint-Pierre (französisch) oder Sint-Pieters-Woluwe (niederländisch) ist eine von 19 Gemeinden der zweisprachigen Region Brüssel-Hauptstadt in Belgien. Sie hat 42.571 Einwohner (1. Januar 2024) auf 8,9 Quadratkilometern. Die Gemeinde liegt im Osten Brüssels im Botschaftsviertel an der Ausfallstraße Avenue de Tervuren/Tervurenlaan. Sie grenzt an die Gemeinden Auderghem/Oudergem, Etterbeek und Woluwe-Saint-Lambert/Sint-Lambrechts-Woluwe der Region Brüssel-Hauptstadt sowie an die flämischen Gemeinden Kraainem und Tervuren.
Mit dem Woluwepark besitzt die Gemeinde eine der größten Grünanlagen in ganz Brüssel. An der Avenue de Tervueren/Tervurenlaan befindet sich das Brüsseler Museum für Stadtverkehr, eine Sammlung alter Straßenbahnen. (Relativ) neue Straßenbahnen fahren dagegen auf den Linien 39 und 44 durchs Gemeindegebiet. Zudem tangieren die Tramlinien 7, 8 und 25 die Gemeinde. Die U-Bahn Linie 1 besitzt mit den Stationen Montgomery und der Endstation Stokkel/Stockel zwei Bahnhöfe.
Für die deutschsprachige Bevölkerung der Region Brüssel-Hauptstadt bestehen zwei Kirchen, eine evangelische und eine katholische, in diesem Ort, der damit das kulturelle Zentrum der Deutschen in Brüssel ist. Hinsichtlich mehrerer sozioökonomischer Parameter ist Woluwe-Saint-Pierre/Sint-Pieters-Woluwe die wohlhabendste Gemeinde in der Region Brüssel-Hauptstadt.

## Politik

### Stadtrat
- PS – Vooruit: 3
- Ecolo – Gr: 6
- DéFI: 2
- MR – LE: 24

Nachdem es eine deutliche absolute Mehrheit gab, wurde keine Koalition geschlossen.
- PS – Vooruit: 7
- Ecolo – Gr: 22
- DéFI: 13
- MR: 56
- MR – LE: 24
- LE: 35
- Sonst.: 2

MR und LE haben eine Mehrheit von 91 Sitzen.
- MR: 56
- LE: 35
- MR – LE: 24
- Ecolo – Gr: 22
- DéFI: 13
- PS – Vooruit: 7
- Sonst.: 2

## Sehenswürdigkeiten
- Das Palais Stoclet (→ Lage) ist eines der weltweit berühmtesten Jugendstilbauten.
- Auf der Grenze zu Etterbeek liegt das Collège Saint-Michel mit angrenzendem Kirchenbau. (→ Lage)

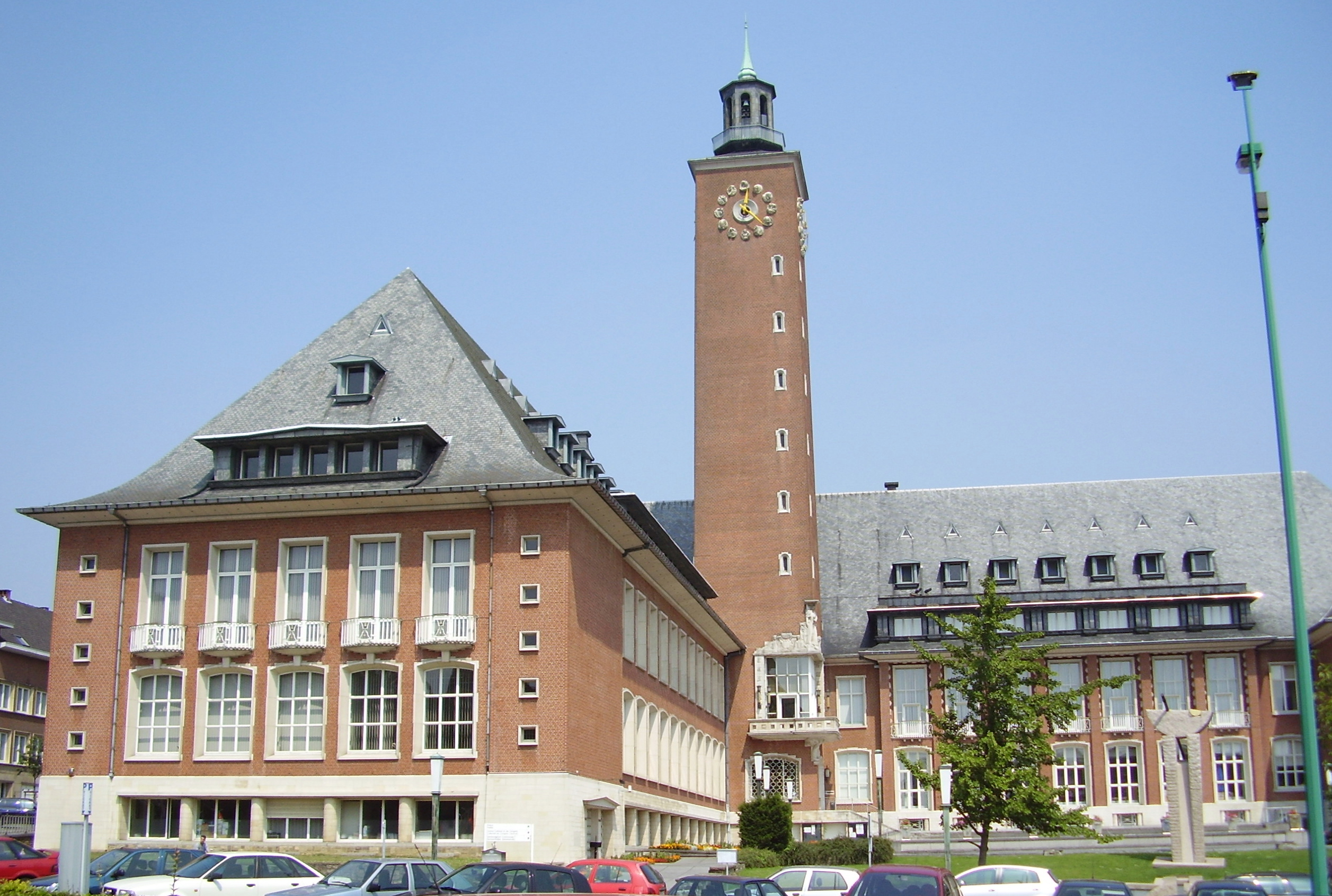
Gemeindehaus von Woluwe-Saint-Pierre/Sint-Pieters-Woluwe
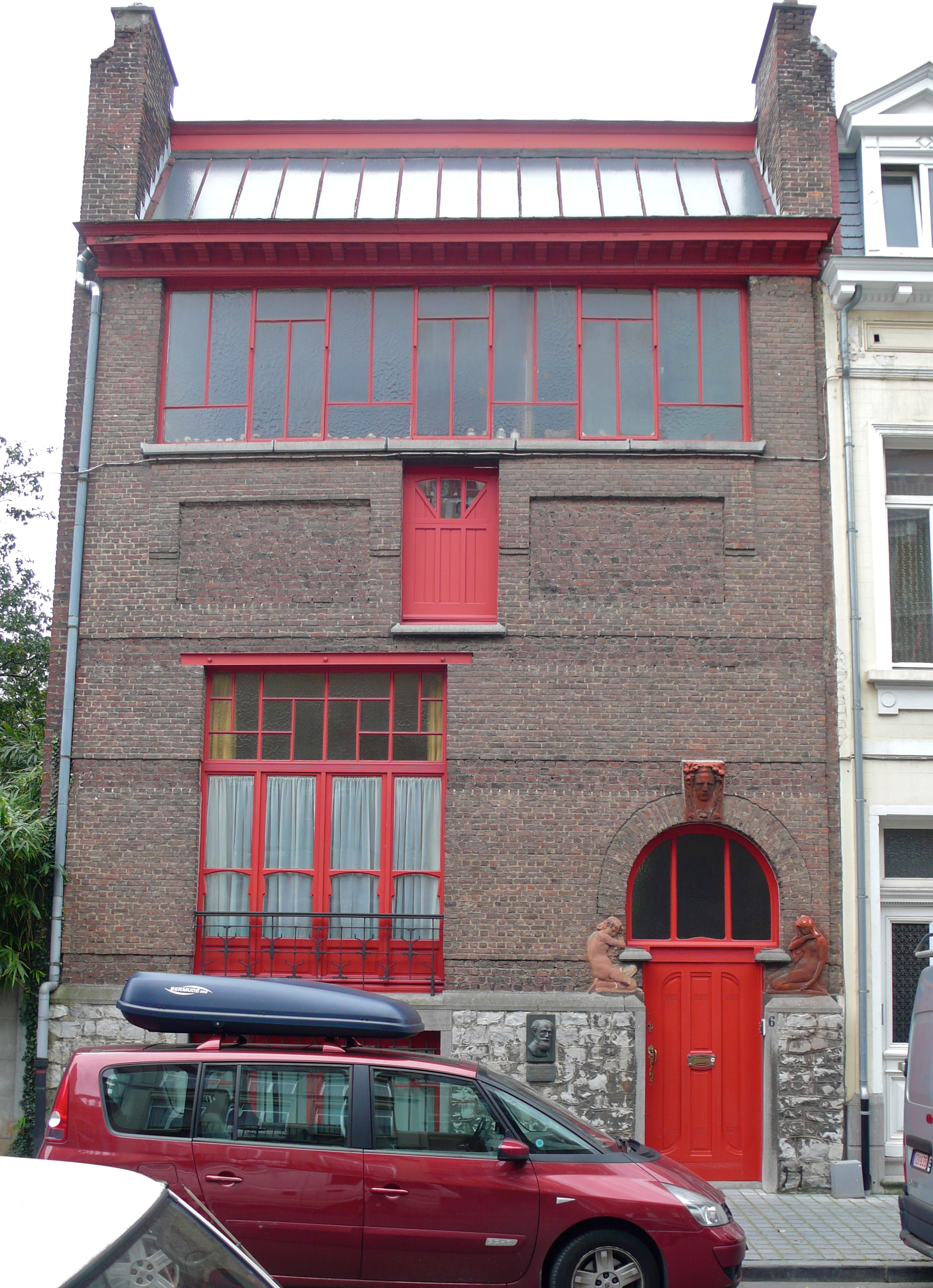
Atelier von Émile Fabry
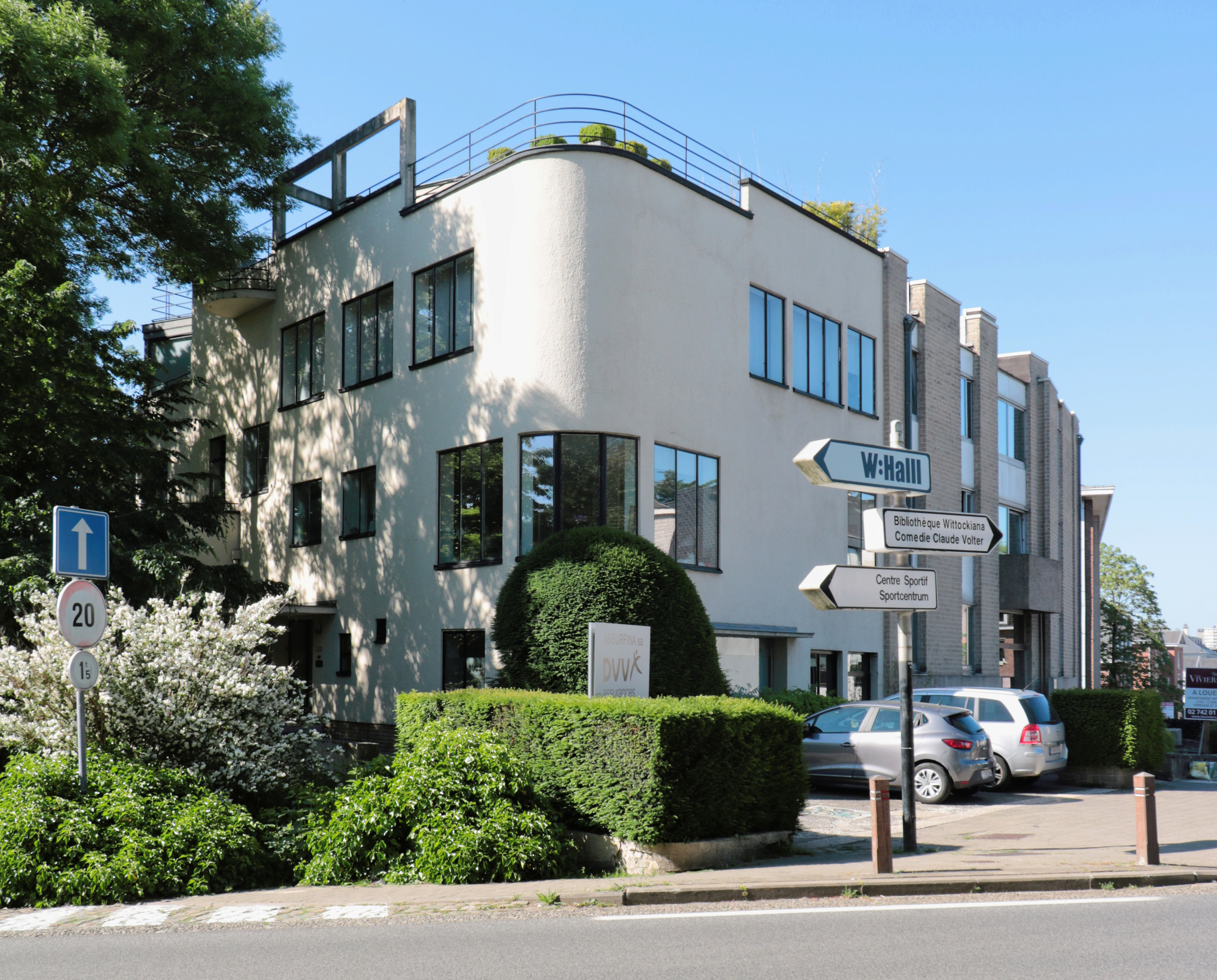
Gombert Haus (Huib Hoste, 1933)

## Persönlichkeiten
- Robert Naeye (1917–1998), Radrennfahrer und Sportlicher Leiter
- Denis Feron (1928–2015), Skirennläufer und Manager